# The Truman Show
The Truman Show  este un film american SF de comedie din 1998 regizat de Peter Weir. Rolurile principale au fost interpretate de actorii Jim Carrey, Laura Linney, Noah Emmerich, Natascha McElhone, Holland Taylor și Ed Harris. Filmul prezintă viața unui om care inițial nu este conștient că întreaga sa viață are loc în centrul unei emisiuni de televiziune urmărită de miliarde de oameni din întreaga lume. Truman devine suspicios de realitatea percepută și pornește într-o căutare de descoperire a adevărului despre viața sa.
Filmul este inspirat de episodul Zona crepusculară "Special Service" care a avut premiera la 8 aprilie 1989. Scenariul inițial era mai mult un thriller science-fiction, având loc în orașul New York NYC. Scott Rudin a cumpărat scenariul și imediat a stabilit un proiect alături de Paramount Pictures. Brian De Palma a fost luat în calcul pentru a regiza acest film înainte ca Weir să fie angajat și să reușească să realizeze acest film cu 60 de milioane $ față de un buget inițial estimat la 80 de milioane de dolari. Niccol a rescris scenariul simultan în timp ce producătorii filmului îl așteptau pe Carrey pentru a începe filmarea. Majoritatea filmărilor au avut loc la Seaside, Florida, o comunitate situată în Florida Panhandle.
Filmul a fost un succes financiar și critic, și a avut numeroase nominalizări la Premiile Oscar (a 71-a ediție), Premiile Globul de Aur (a 56-a ediție), la Premiile Academiei Britanice de Film (a 52-a ediție) și Premiile Saturn. Truman Show a fost analizat ca o teză despre creștinism, metafilozofie, realitate simulată, existențialism și reality television.

## Prezentare
Truman Burbank este fără să știe vedeta de la The Truman Show, un program de televiziune reality show bazat pe întreaga sa viață. Încă de la nașterea sa, Truman a fost filmat de mii de camere video ascunse, 24 de ore pe zi, 7 zile pe săptămână. Emisiunea este transmisă în direct în întreaga lume. Creatorul emisiunii și producătorul ei executiv, Christof, este capabil să surprindă emoțiile reale ale lui Truman și comportamentul său uman atunci când este pus în anumite situații. Orașul natal de coastă al lui Truman, Seahaven, este un uriaș platou de televiziune construit sub o cupolă gigantică în zona Los Angeles. Familia și prietenii lui Truman sunt cu toții jucați de actori, permițând lui Christof să controleze fiecare aspect al vieții lui Truman.
De-a lungul celor 30 de ani ai emisiunii, Truman observă că anumite aspecte din lumea sa aproape perfectă par a fi în neregulă. Un reflector cinematografic (marcat Sirius) cade din cerul artificial de dimineață, aproape lovindu-l (despre care se spune la stația locală de radio că ar fi o aeronavă în pericol care are "părți în cădere"), iar radioul mașinii lui Truman surprinde o conversație despre mișcările sale, conversație a producătorilor emisiunii.  Truman, de asemenea, devine conștient de anomalii mai subtile care au loc adesea în viața sa de zi cu zi, cum ar fi modul în care aceiași oameni apar în aceleași locuri în anumite momente ale zilei și cum soția sa Meryl are tendința de a face publicitate ostentativă diferitelor produse pe care le cumpără.

## Distribuție
- Jim Carrey ca Truman Burbank[3] Carrey, care de obicei era plătit cu 20 de milioane $ pentru fiecare film, a fost de acord să joace în The Truman Show pentru 12 milioane $.[4]
- Laura Linney ca Hannah Gill  care interpretează rolul lui Meryl Burbank, soția lui Truman, o soră medicală dintr-un spital local.
- Ed Harris este Christof, creatorul The Truman Show
- Noah Emmerich ca  Louis Coltrane care interpretează rolul lui Marlon, cel mai bun prieten al lui Truman. Numele săi este un amalgam al numelor a doi muzicieni, Louis Armstrong și John Coltrane.[5]
- Natascha McElhone ca Sylvia care interpretează rolul lui Lauren Garland (colega de școală a lui Truman)
- Brian Delate ca Walter Moore care interpretează rolul lui Kirk Burbank, tatăl lui Truman.
- Holland Taylor ca Alanis Montclair care interpretează rolul Angelei Burbank, mama lui Truman
- Harry Shearer (cameo) ca Mike Michaelson
- Paul Giamatti ca Simeon (control room director).
- Peter Krause ca Laurence (șeful lui Truman)
- Philip Glass - cameo

## Coloană sonoră
Coloana sonoră a filmului a fost compusă de Burkhard Dallwitz. Dallwitz a fost angajat după ce Peter Weir a primit  o înregistrare a muncii sale din Australia pentru post-producție. Unele părți ale coloanei sonore au fost compuse de Philip Glass, inclusiv patru piese care apar  în lucrările sale anterioare  (Powaqqatsi, Anima Mundi și Mishima, cele de începutul și la sfârșitul filmului  The Truman Show după generic). 
| The Truman Show: Music from the Motion Picture |                                                 |                 |         |  |
| Nr.                                            | Titlu                                           | Autor(i)        | Lungime |  |
| 1.                                             | „Trutalk”                                       | Dallwitz        | 1:18    |  |
| 2.                                             | „It's A Life”                                   | Dallwitz        | 1:29    |  |
| 3.                                             | „Aquaphobia”                                    | Dallwitz        | 0:40    |  |
| 4.                                             | „Dreaming of Fiji”                              | Glass           | 1:54    |  |
| 5.                                             | „Flashback”                                     | Dallwitz        | 1:19    |  |
| 6.                                             | „Anthem - Part 2”                               | Glass           | 3:50    |  |
| 7.                                             | „The Beginning”                                 | Glass           | 4:06    |  |
| 8.                                             | „Romance-Larghetto”                             | Frédéric Chopin | 10:42   |  |
| 9.                                             | „Drive”                                         | Dallwitz        | 3:34    |  |
| 10.                                            | „Underground”                                   | Dallwitz        | 0:56    |  |
| 11.                                            | „Do Something!”                                 | Dallwitz        | 0:44    |  |
| 12.                                            | „Living Waters”                                 | Glass           | 3:48    |  |
| 13.                                            | „Reunion”                                       | Dallwitz        | 2:26    |  |
| 14.                                            | „Truman Sleeps”                                 | Glass           | 1:51    |  |
| 15.                                            | „Truman Sets Sail”                              | Dallwitz        | 1:55    |  |
| 16.                                            | „Underground/Storm”                             | Dallwitz        | 3:37    |  |
| 17.                                            | „Raising the Sail”                              | Glass           | 2:13    |  |
| 18.                                            | „Father Kolbe's Preaching”                      | Wojciech Kilar  | 2:26    |  |
| 19.                                            | „Opening”                                       | Glass           | 2:14    |  |
| 20.                                            | „A New Life”                                    | Dallwitz        | 1:58    |  |
| 21.                                            | „20th Century Boy” (Interpretat de The Big Six) | Marc Bolan      | 3:07    |  |

## Premii
| Premiu                                            | Categorie                              | Subiect                            | Rezultat     |
| ------------------------------------------------- | -------------------------------------- | ---------------------------------- | ------------ |
| ASCAP Film and Television Awards                  | Top Box Office Film                    | Burkhard Dallwitz                  | Câștigat     |
| ASCAP Film and Television Awards                  | Top Box Office Films                   | Philip Glass                       | Câștigat     |
| 71st Academy Awards                               | Best Supporting Actor                  | Ed Harris                          | Nominalizare |
| 71st Academy Awards                               | Best Director                          | Peter Weir                         | Nominalizare |
| 71st Academy Awards                               | Best Original Screenplay               | Andrew Niccol                      | Nominalizare |
| American Comedy Awards                            | Funniest Actor                         | Jim Carrey                         | Nominalizare |
| Australasian Performing Right Association         | Best Film Score                        | Burkhard Dallwitz                  | Nominalizare |
| Australian Film Institute                         | Best Foreign Film                      | Peter Weir                         | Nominalizare |
| Blockbuster Entertainment Awards                  | Best Supporting Actor – Drama          | Ed Harris                          | Câștigat     |
| Blockbuster Entertainment Awards                  | Best Actor – Drama                     | Jim Carrey                         | Nominalizare |
| Blockbuster Entertainment Awards                  | Best Supporting Actress – Drama        | Laura Linney                       | Nominalizare |
| Bogey Awards                                      | Bogey Award                            |                                    | Câștigat     |
| 52nd British Academy Film Awards                  | Best Production                        | Dennis Gassner                     | Câștigat     |
| 52nd British Academy Film Awards                  | Best Screenplay                        | Andrew Niccol                      | Câștigat     |
| 52nd British Academy Film Awards                  | David Lean Award for Direction         | Peter Weir                         | Nominalizare |
| 52nd British Academy Film Awards                  | Best Cinematography                    | Peter Biziou                       | Nominalizare |
| 52nd British Academy Film Awards                  | Best Film                              |                                    | Nominalizare |
| 52nd British Academy Film Awards                  | Best Supporting Actor                  | Ed Harris                          | Nominalizare |
| 52nd British Academy Film Awards                  | Best Special Effects                   |                                    | Nominalizare |
| British Society of Cinematographers               | Best Cinematography                    | Peter Biziou                       | Nominalizare |
| Broadcast Film Critics Association                | Best Film                              |                                    | Nominalizare |
| Chicago Film Critics Association                  | Best Score                             | Burkhard Dallwitz                  | Câștigat     |
| Chicago Film Critics Association                  | Best Actor                             | Jim Carrey                         | Nominalizare |
| Chicago Film Critics Association                  | Best Director                          | Peter Weir                         | Nominalizare |
| Chicago Film Critics Association                  | Best Picture                           |                                    | Nominalizare |
| Chicago Film Critics Association                  | Best Screenplay                        | Andrew Niccol                      | Nominalizare |
| Costume Designers Guild                           | Excellence in Costume Design           | Marilyn Matthews                   | Nominalizare |
| Directors Guild of America                        | Best Director in Motion Picture        | Peter Weir                         | Nominalizare |
| Empire Awards                                     | Best Film                              |                                    | Nominalizare |
| European Film Awards                              | Screen International Award             | Peter Weir                         | Câștigat     |
| Film Critics Circle of Australia                  | Best Foreign Film                      |                                    | Câștigat     |
| Florida Film Critics Circle Awards 1998           | Best Director                          | Peter Weir                         | Câștigat     |
| Fotogramas de Plata                               | Best Foreign Film                      |                                    | Câștigat     |
| 56th Golden Globe Awards                          | Best Actor – Motion Picture Drama      | Jim Carrey                         | Câștigat     |
| 56th Golden Globe Awards                          | Best Supporting Actor – Motion Picture | Ed Harris                          | Câștigat     |
| 56th Golden Globe Awards                          | Best Original Score                    | Philip Glass and Burkhard Dallwitz | Câștigat     |
| 56th Golden Globe Awards                          | Best Director                          | Peter Weir                         | Nominalizare |
| 56th Golden Globe Awards                          | Best Motion Picture – Drama            |                                    | Nominalizare |
| 56th Golden Globe Awards                          | Best Screenplay                        | Andrew Niccol                      | Nominalizare |
| 3rd Golden Satellite Awards                       | Best Art Direction                     | Dennis Gassner                     | Câștigat     |
| Hugo Award                                        | Best Presentation                      | Peter Weir                         | Câștigat     |
| International Monitor Awards                      | Theatrical Release                     |                                    | Câștigat     |
| Nastro d'Argento                                  | Best Male Dubbing                      | Roberto Pedicini (Jim Carrey)      | Câștigat     |
| Nastro d'Argento                                  | Best Foreign Director                  | Peter Weir                         | Nominalizare |
| 1999 Kids' Choice Awards                          | Best Movie Actor                       | Jim Carrey                         | Nominalizare |
| London Critics Circle Film Awards                 | Director of the Year                   | Peter Weir                         | Câștigat     |
| London Critics Circle Film Awards                 | Screenwriter of the Year               | Andrew Niccol                      | Câștigat     |
| London Critics Circle Film Awards                 | Film of the Year                       |                                    | Câștigat     |
| Los Angeles Film Critics Association Awards 1998  | Best Production Design                 | Dennis Gassner                     | Nominalizare |
| 1999 MTV Movie Awards                             | Best Male Performance                  | Jim Carrey                         | Câștigat     |
| 1999 MTV Movie Awards                             | Best Movie                             |                                    | Nominalizare |
| Motion Picture Sound Editors                      | Best Sound Editing                     |                                    | Nominalizare |
| MovieGuide Award                                  | Grace Award                            | Jim Carrey                         | Câștigat     |
| National Board of Review Awards 1998              | Best Supporting Actor                  | Ed Harris                          | Câștigat     |
| Online Film Critics Society Awards 1998           | Best Screenplay                        | Andrew Niccol                      | Câștigat     |
| Online Film Critics Society Awards 1998           | Best Director                          | Peter Weir                         | Nominalizare |
| Online Film Critics Society Awards 1998           | Best Film                              |                                    | Nominalizare |
| Online Film Critics Society Awards 1998           | Best Editing                           |                                    | Nominalizare |
| Online Film Critics Society Awards 1998           | Best Supporting Actor                  | Ed Harris                          | Nominalizare |
| Robert Festival                                   | Best American Film                     |                                    | Câștigat     |
| 25th Saturn Awards                                | Best Fantasy Film                      |                                    | Câștigat     |
| 25th Saturn Awards                                | Best Writer                            | Andrew Niccol                      | Câștigat     |
| 25th Saturn Awards                                | Best Actor                             | Jim Carrey                         | Nominalizare |
| 25th Saturn Awards                                | Best Director                          | Peter Weir                         | Nominalizare |
| 25th Saturn Awards                                | Best Supporting Actor                  | Ed Harris                          | Nominalizare |
| Southeastern Film Critics Association Awards 1998 | Best Supporting Actor                  | Ed Harris                          | Câștigat     |
| Southeastern Film Critics Association Awards 1998 | Best Director                          | Peter Weir                         | Nominalizare |
| Valladolid International Film Festival            | Golden Spike                           | Peter Weir                         | Nominalizare |
| Writers Guild of America Awards 1998              | Best Original Screenplay               | Andrew Niccol                      | Nominalizare |
| 20th Youth in Film Awards                         | Best Family Feature                    |                                    | Nominalizare |